# St. Georg (Hegnenbach)

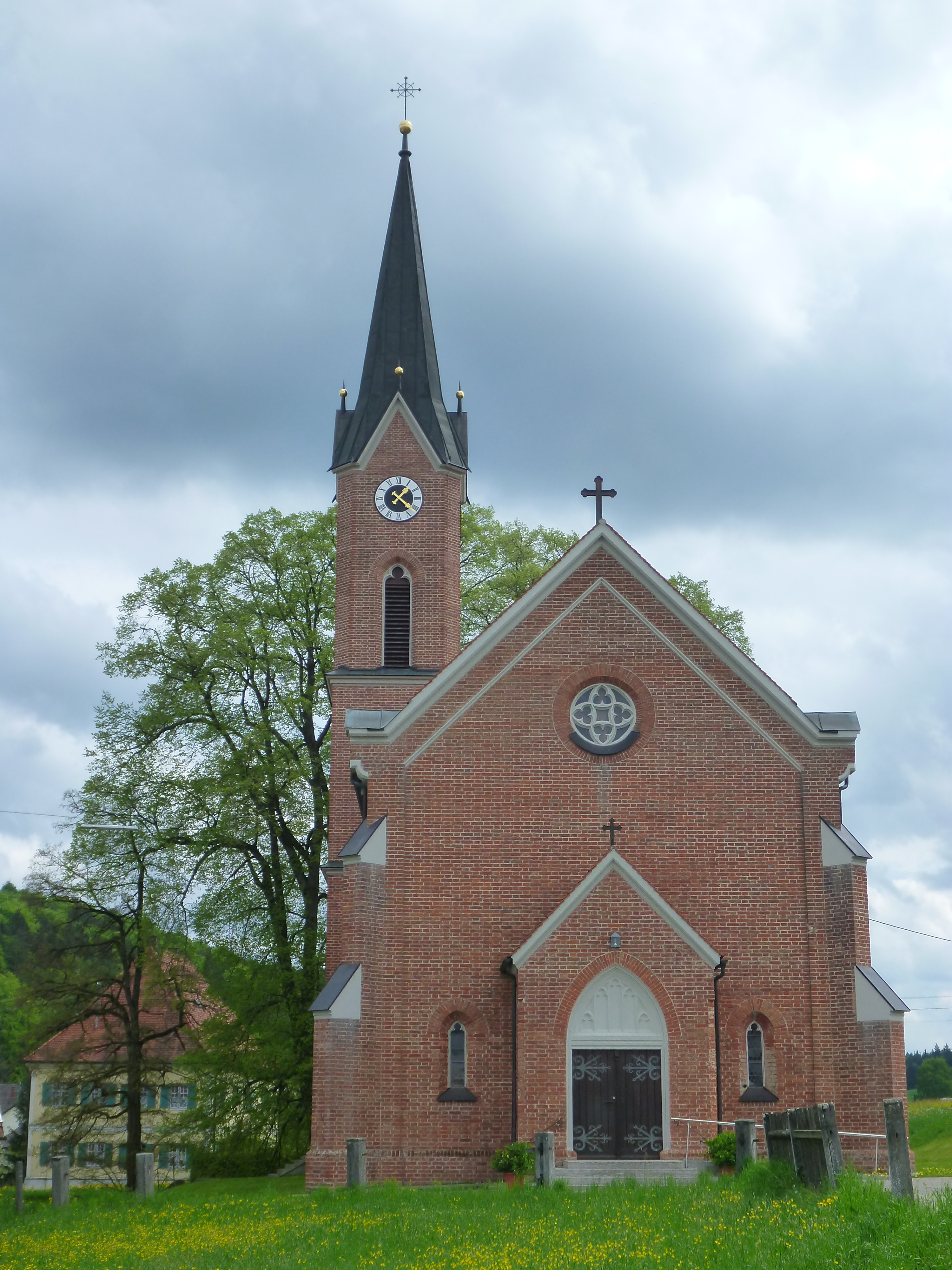
Kirche St. Georg in Hegnenbach

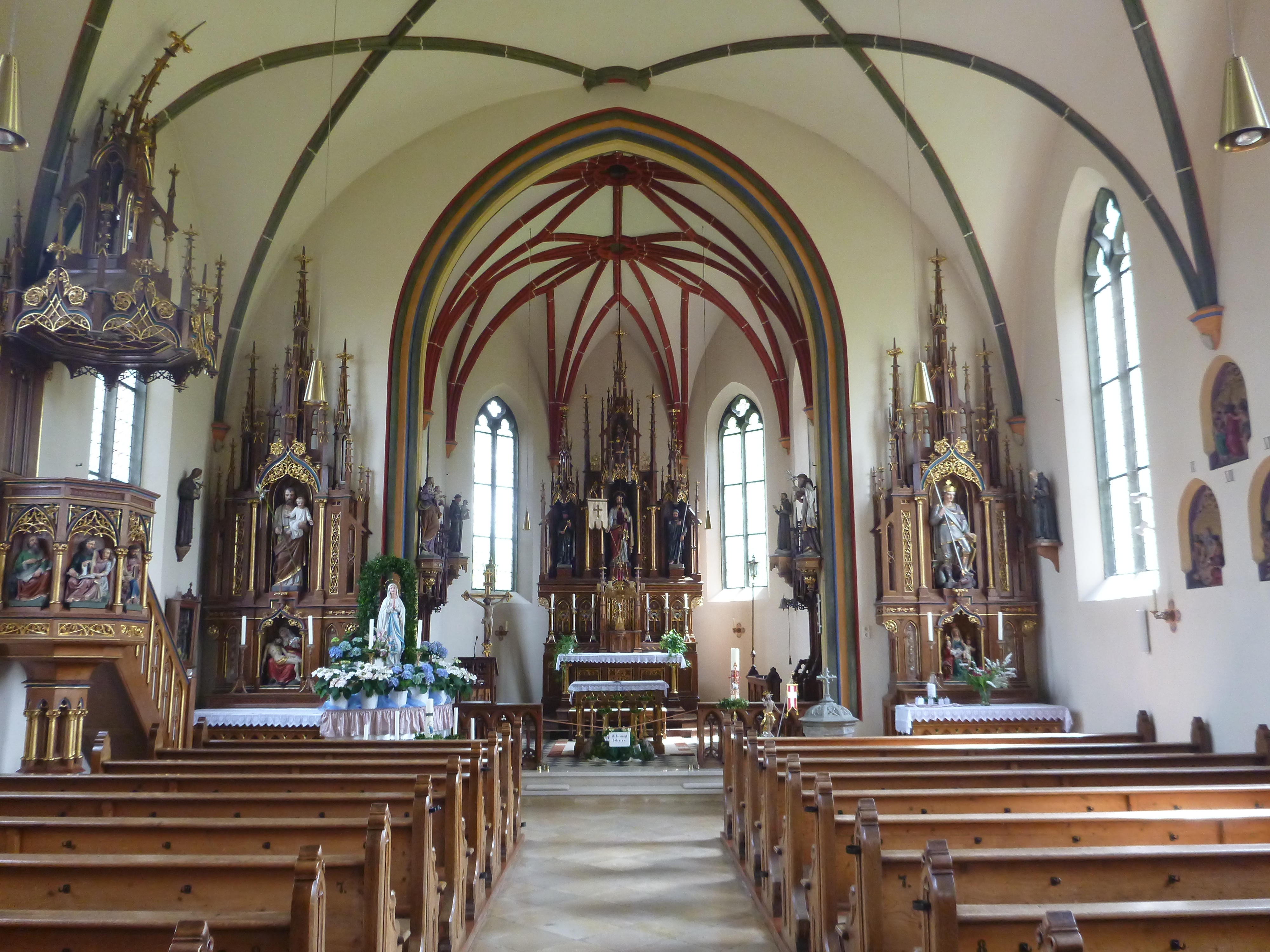
Innenansicht

Die katholische Pfarrkirche St. Georg in Hegnenbach, einem Gemeindeteil von Altenmünster im Landkreis Augsburg im bayerischen Regierungsbezirk Schwaben, wurde von 1880 bis 1883 errichtet. Die Kirche an der Sankt-Georg-Straße 47 ist ein geschütztes Baudenkmal.

## Beschreibung
Die neugotische Backsteinkirche, die dem heiligen Georg geweiht ist, wurde nach den Plänen des Architekten Richard Greiner errichtet. Das Tonnengewölbe des einschiffigen Langhauses mit Stichkappen und Kehlrippen ruht auf polygonalen Konsolsteinen. An der nördlichen Seite befindet sich der quadratische Turm, im Obergeschoss mit abgeschrägten Ecken, der von einem Pyramidenhelm gedeckt wird.
Die Kirchenausstattung aus der Erbauungszeit ist erhalten geblieben.